# Jovem Pan FM Venâncio Aires
Jovem Pan FM Venâncio Aires foi uma emissora de rádio FM com sede em Mato Leitão no Rio Grande do Sul e entrou no ar em 2013 substituindo a Rádio Amiga FM.

## Historia
Após quase 19 anos de trabalhos como rede nacional a Jovem Pan 2 FM tem sua primeira oportunidade de operar no interior do Rio Grande do Sul, através da afiliada de Venâncio Aires. A Jovem Pan 2 FM chegou cedo ao Rio Grande do Sul. Sua rede nacional foi formada em junho de 1994 e naquele mesmo ano já contava com a Jovem Pan 2 FM 103.1 de Osório.
Em 5 de junho de 2018, deixa de ser retransmitida e inicia expectativa para Arauto FM que atualmente tem emissoras em Vera Cruz e Santa Cruz do Sul.